# New Barakpur
New Barakpur, auch New Barrackpore, ist eine Stadt im indischen Bundesstaat Westbengalen. Die Stadt ist Teil der Agglomeration Kolkata.
Die Stadt gehört zum Distrikt Uttar 24 Pargana. New Barakpur hat den Status einer Municipality. Die Stadt ist in 20 Wards gegliedert.

## Demografie
Die Einwohnerzahl der Stadt liegt laut der Volkszählung von 2011 bei 76.837. New Barakpur hat ein Geschlechterverhältnis von 1010 Frauen pro 1000 Männer und damit einen für Indien seltenen Frauenüberschuss. Die Alphabetisierungsrate lag bei 94,0 % im Jahr 2011. Knapp 99 % der Bevölkerung sind Hindus, ca. 1 % sind Muslime und weniger als 1 % gehören einer anderen oder keiner Religion an. 6,7 % der Bevölkerung sind Kinder unter 6 Jahren. Bengali ist die Hauptsprache in und um die Stadt.

## Infrastruktur
Nahe der Innenstadt liegt der Bahnhof von Kolkata.